# Liste der Baudenkmäler in Bergrheinfeld
Auf dieser Seite sind die Baudenkmäler in der unterfränkischen Gemeinde Bergrheinfeld zusammengestellt. Diese Tabelle ist eine Teilliste der Liste der Baudenkmäler in Bayern. Grundlage ist die Bayerische Denkmalliste, die auf Basis des Bayerischen Denkmalschutzgesetzes vom 1. Oktober 1973 erstmals erstellt wurde und seither durch das Bayerische Landesamt für Denkmalpflege geführt wird. Die folgenden Angaben ersetzen nicht die rechtsverbindliche Auskunft der Denkmalschutzbehörde.
 Diese Liste gibt den Fortschreibungsstand vom 21. März 2024 wieder und enthält 57 Baudenkmäler.

## Baudenkmäler nach Gemeindeteilen

### Bergrheinfeld
| Lage                                                                             | Objekt                                                         | Beschreibung | Akten-Nr.              | Bild           |
| -------------------------------------------------------------------------------- | -------------------------------------------------------------- | --- | ---------------------- | -------------- |
| Am Gäßlein ()                                                                    | Bildstock                                                      | Reliefaufsatz mit kielbogigem Abschluss und Darstellung der Heiligen Dreifaltigkeit, Rückseite mit Pietà, auf sechseckigem Pfeiler über Sockel mit Inschrift, neugotisch, Sandstein, bezeichnet „1870“; nicht nachqualifiziert, im Bayerischen Denkmal-Atlas nicht kartiert  | D-6-78-115-26 Wikidata |                |
| Am Gäßlein (Standort)                                                            | Bildstock                                                      | Reliefaufsatz mit Pietàdarstellung in Muschelnische, Rückseite mit Darstellung der 14 Nothelfer, auf Rundsäule über Postament mit unleserlicher Inschrift, Sandstein, um 1750, 1949 teilweise erneuert                                                                       | D-6-78-115-57 Wikidata | weitere Bilder |
| Am Höchberg (Standort)                                                           | Bildstock, sogenannte Schwarze Marter                          | Rundbogiger Reliefaufsatz mit Kreuzbekrönung und Pietàdarstellung, auf Rundsäule über Tischsockel mit Inschriftenkartusche, Sandstein, bezeichnet „1687“ und „1762“ | D-6-78-115-22 Wikidata | weitere Bilder |
| Am Löhleinsberg (Standort)                                                       | Bildstock                                                      | Rundbogiger Reliefaufsatz mit Kreuzbekrönung und Darstellungen der Verkündigung und der Heiligen Familie, auf Rundsäule mit Volutenkapitell über Postament, Sandstein, bezeichnet „1738“                                                                                     | D-6-78-115-34 Wikidata | BW             |
| Nähe Balthasar-Neumann-Straße, Schnackenwerther Straße (Standort)                | Wegkreuz, sogenanntes Rotes Kreuz                              | Kruzifix auf Postament mit Inschriftenkartusche, roter Sandstein, bezeichnet „1771“ | D-6-78-115-24 Wikidata | weitere Bilder |
| Beim Kamskreuz (Standort)                                                        | Wegkreuz                                                       | Kruzifix auf Tischsockel mit Inschriftenfeld, Sandstein, bezeichnet „1717“ | D-6-78-115-30 Wikidata | weitere Bilder |
| Beim Kamskreuz ()                                                                | Feldkreuz                                                      | Kruzifix auf Postament mit Inschriftenfeld, Sandstein, bezeichnet „1713“; nicht nachqualifiziert, im Bayerischen Denkmal-Atlas nicht kartiert | D-6-78-115-29 Wikidata |                |
| Die Wad (Standort)                                                               | Bildstock                                                      | Rundbogiger Reliefaufsatz mit Kreuzabschluss und Darstellung einer Pietà in Muschelnische, auf erneuerter Rundsäule über Postament, Sandstein, bezeichnet „1713“ | D-6-78-115-1 Wikidata  | BW             |
| Nähe Friedhofstraße (Standort)                                                   | Prozessionsaltar                                               | Tabernakelförmiger Reliefaufsatz mit Darstellung der Marienkrönung, sowie Hl. Sebastian als Bekrönungsfigur, auf Postament mit Inschriftenkartusche, Sandstein, bezeichnet „1764“                                                                                            | D-6-78-115-33 Wikidata | weitere Bilder |
| Gartenstraße/Hirtengasse (Standort)                                              | Bildstock                                                      | Reliefaufsatz mit Pietàdarstellung und Heiligem Laurentius als Bekrönungsfigur, auf Rundsäule mit Weinrankenornament, über Postament, Sandstein, Mitte 18. Jahrhundert | D-6-78-115-14 Wikidata | weitere Bilder |
| Hauptstraße, bei Nr. 59 (Standort)                                               | Prozessionsaltar                                               | Tabernakelförmiger Reliefaufsatz mit Darstellung des Christuskindes inmitten der 14 Nothelfer sowie Christus an der Geißelsäule als Bekrönungsfigur, auf ornamentiertem Postament, Sandstein, Mitte 18. Jahrhundert                                                          | D-6-78-115-5 Wikidata  | weitere Bilder |
| Hauptstraße 36 (Standort)                                                        | Ehemalige Zehntscheuer, heute Gemeindebibliothek               | Zweigeschossiger, verputzter Steinbau mit Satteldach, im Kern um 1666, Umbauten 1984/86 | D-6-78-115-2 Wikidata  | weitere Bilder |
| Hauptstraße 36 (Standort)                                                        | Reste der Einfriedung                                          | Hau- bzw. Bruchstein, wohl 17./18. Jahrhundert | D-6-78-115-2 Wikidata  | weitere Bilder |
| Hauptstraße 36 (Standort)                                                        | Heiligenfigur                                                  | Sandsteinfigur der Maria Immaculata auf Postament mit Inschriftenkartusche, Sandstein, 18. Jahrhundert | D-6-78-115-54 Wikidata | weitere Bilder |
| Hauptstraße 38 (Standort)                                                        | Ehemalige Vogtei des Juliusspitals, bzw. Rentamt, dann Rathaus | Zweigeschossiger Bau mit Fachwerkobergeschoss und Drittelwalm, 1666–67 | D-6-78-115-3 Wikidata  | weitere Bilder |
| Hauptstraße, bei Nr. 56 (Standort)                                               | Heiligenfigur                                                  | Figur der Maria Immaculata auf Postament mit Inschriftenkartusche, flankiert von zwei Putten, Sandstein, bezeichnet „1706“ | D-6-78-115-4 Wikidata  | weitere Bilder |
| Hauptstraße 61 (Standort)                                                        | Wohngebäude                                                    | Zweigeschossiger, traufständiger Hausteinmauerkwerksbau mit Satteldach, teilweise verputzt, klassizistisch, bezeichnet „1813“ | D-6-78-115-6 Wikidata  | weitere Bilder |
| Hauptstraße 63 (Standort)                                                        | Wohngebäude                                                    | Zweigeschossiger, traufständiger Bruchsteinmauerwerksbau mit Sandsteingliederung, Tordurchfahrt und Satteldach, erste Hälfte 19. Jahrhundert, nach 1834 | D-6-78-115-7 Wikidata  | weitere Bilder |
| Hauptstraße 65 (Standort)                                                        | Gasthaus zum Weißen Ross                                       | Zweigeschossiger, traufständiger Massivbau mit Tordurchfahrt, Sandsteingliederung und Satteldach, spätklassizistisch, mit barocker Hausfigur einer Immaculata, um 1750, Gebäude errichtet Mitte 19. Jahrhundert                                                              | D-6-78-115-8 Wikidata  | weitere Bilder |
| An der Hauptstraße; in Mauer östlich des Friedhofs (Standort)                    | Kriegerdenkmal für die Gefallenen 1914-18                      | Schlichter Sockel mit eingelassener Inschrifttafel, darauf Ädikula mit korbbogiger Nische vor einer geböschten Rücklage, mit Relief eines Gefallenen und eines Engels mit Blütenkranz, um 1920                                                                               | D-6-78-115-71          | BW             |
| Hauptstraße 77 (Standort)                                                        | Relief Heiliger Franziskus mit Christuskind                    | Klassizistisch, Sandstein, frühes 19. Jahrhundert | D-6-78-115-9 Wikidata  | weitere Bilder |
| Hauptstraße 92 a (Standort)                                                      | Hausfigur Heiliger Joseph                                      | Auf gebauchtem Postament, Sandstein, 18. Jahrhundert | D-6-78-115-10 Wikidata | weitere Bilder |
| Hauptstraße, bei Nr. 93 (Standort)                                               | Prozessionsaltar                                               | Baldarchinbekrönter Reliefaufsatz mit Pietàdarstellung, auf Postament mit Darstellung des Heiligen Andreas, Sandstein, 18. Jahrhundert | D-6-78-115-11 Wikidata | weitere Bilder |
| Hinterm Dorf, An der Hauptstraße/ST 2447 am südwestlichen Ortsausgang (Standort) | Bildsäule                                                      | Pietàgruppe mit hohem Sockel mit Inschriftenkartusche auf Rundsäule über Postament, Sandstein, um 1800 | D-6-78-115-32 Wikidata | weitere Bilder |
| Hirtengasse 3 (Standort)                                                         | Scheune                                                        | Fachwerkbau mit massivem Hausteinsockel und Halbwalmdach, bezeichnet „1725“ | D-6-78-115-12 Wikidata | weitere Bilder |
| Hirtengasse 3 (Standort)                                                         | Kreuzschlepper                                                 | Figur des kreuztragenden Christus auf Knien, Sandstein, 19. Jahrhundert, auf der Hofmauer | D-6-78-115-12 Wikidata | weitere Bilder |
| Hirtengasse 6 (Standort)                                                         | Ehemaliges Pfarrhaus                                           | Zweigeschossiger, verputzter Massivbau mit Walmdach und geohrten Fensterrahmungen, 1692 | D-6-78-115-13 Wikidata | weitere Bilder |
| Im Keilgarten (Standort)                                                         | Gartenhaus                                                     | Kleiner, zweigeschossiger Walmdachbau mit Bruchsteinsockel und Fachwerkobergeschoss, zweite Hälfte 18. Jahrhundert | D-6-78-115-20 Wikidata | weitere Bilder |
| Im Keilgarten (Standort)                                                         | Einfriedung mit Teilen eines ehemaligen Portals                | Bruchsteinmauerwerk, bezeichnet „1776“ | D-6-78-115-20 Wikidata | BW             |
| Im Keilgarten (Standort)                                                         | Bildstock                                                      | Reliefaufsatz mit Darstellung der fünf Wunden Christi mit Strahlenkranz umgeben von Putten, auf Rundsäule über Postament mit Inschriftenkartusche, Sandstein, bezeichnet „1686“                                                                                              | D-6-78-115-28 Wikidata | weitere Bilder |
| Keilgartenweg ()                                                                 | Bildstock                                                      | Rundbogiger Reliefaufsatz mit Pietàdarstellung, Rückseite mit Heiligem Christophorus inmitten der 14 Nothelfer, auf Rundsäule über ornamentiertem Postament mit Inschriftenkartusche, bezeichnet „1757“; nicht nachqualifiziert, im Bayerischen Denkmal-Atlas nicht kartiert | D-6-78-115-25 Wikidata |                |
| Mainstraße 1 (Standort)                                                          | Katholische Pfarrkirche Mater Dolorosa                         | Saalbau mit eingezogenem Chor und südlich vorgelagertem Turm mit Welscher Haube, von Christian Hermann, 1688–93, Turm 1873 erneuert; mit Ausstattung | D-6-78-115-15 Wikidata | weitere Bilder |
| Mainstraße 1 (Standort)                                                          | Ölberggruppe                                                   | Sandstein, Auwera-Werkstatt, Mitte 18. Jahrhundert | D-6-78-115-15 Wikidata | weitere Bilder |
| Mainstraße 4 (Standort)                                                          | Heiligenfigur                                                  | Maria Immaculata, auf der Fußgängerpforte, Sandstein, 18. Jahrhundert | D-6-78-115-17 Wikidata | weitere Bilder |
| Mainstraße 9, auf der Fußgängerpforte (Standort)                                 | St.-Nepomuk-Statue                                             | Sandstein, 18. Jahrhundert | D-6-78-115-18 Wikidata | weitere Bilder |
| Mainstraße 9 (Standort)                                                          | Ehemaliges Wohnstallhaus                                       | Eingeschossiger, verputzter Halbwalmbau, im Kern 1596 (dendrochronologisch datiert), Halbwalm wohl Mitte 18. Jahrhundert | D-6-78-115-55 Wikidata | BW             |
| Mainstraße 9 (Standort)                                                          | Figur des heiligen Johannes Nepomuk                            | Sandstein, auf der Fußgängerpforte, bezeichnet „1765“ | D-6-78-115-55 Wikidata | weitere Bilder |
| Mainstraße 10 (Standort)                                                         | St.-Nepomuk-Statue                                             | Figur Heiliger Johannes von Nepomuk, Sandstein, 18. Jahrhundert | D-6-78-115-19 Wikidata | weitere Bilder |
| Schnackenwerther Straße 15 (Standort)                                            | Bildstock                                                      | Reliefaufsatz mit Kreuzbekrönung und Kreuzigungsszene, Rückseite mit Pietàdarstellung, auf abgefastem Vierkantschaft über erneuertem Sockel, Sandstein, bezeichnet „1699“. am 23. April 2017 nur zerstörter Sockel aufgefunden (Verkehrsunfall?)                             | D-6-78-115-23 Wikidata | weitere Bilder |
| Staatsstraße 2270 (Standort)                                                     | Bildstock                                                      | Reliefaufsatz mit 14-Nothelfer- und Pietàdarstellung, auf Rundsäule über Postament mit Inschriftenkartuschen, Sandstein, bezeichnet „1757“ | D-6-78-115-31 Wikidata | weitere Bilder |
| St.-Bruno-Straße (Standort)                                                      | Bildstock                                                      | Rundbogiger Reliefaufsatz mit Kreuzigungsszene, darunter geflügelter Engelskopf, auf Rundsäule über Tischsockel, Sandstein, bezeichnet „1716“ | D-6-78-115-21 Wikidata | BW             |
| Nähe Wadgasse (Standort)                                                         | Bildstock                                                      | Tafelaufsatz mit walmartiger Bedachung, Kreuzbekrönung und Pietàrelief, Rückseite mit Inschrift, auf Rundsäule über erneuertem Tischsockel, Sandstein, bezeichnet „1673“ | D-6-78-115-27 Wikidata | BW             |

### Garstadt
| Lage                                                            | Objekt                                    | Beschreibung | Akten-Nr.              | Bild           |
| --------------------------------------------------------------- | ----------------------------------------- | --- | ---------------------- | -------------- |
| Am steinernen Kreuz, Straße nach Bergrheinfeld ()               | Bildstock                                 | 1620; nicht nachqualifiziert, im Bayerischen Denkmal-Atlas nicht kartiert | D-6-78-115-49 Wikidata |                |
| Brunnholzstraße (Standort)                                      | Sühnekreuz                                | Einfach gehauenes Steinkreuz mit unleserlicher Inschrift, 1582 | D-6-78-115-51 Wikidata | weitere Bilder |
| Brunnholzstraße (Standort)                                      | Bildstock                                 | Rundbogiger Reliefaufsatz mit Kreuzbekrönung und Darstellungen des Gekreuzigten mit Stiftern sowie Golgothagruppe, auf Rundsäule über Postament, Sandstein, bezeichnet „1687“ | D-6-78-115-39 Wikidata | weitere Bilder |
| Brunnholzstraße 2 (Standort)                                    | Relief                                    | Marienkrönung, darunter Inschrift, Sandstein, 18./19. Jahrhundert | D-6-78-115-38 Wikidata | weitere Bilder |
| Brunnholzstraße 3 (Standort)                                    | Sühnekreuz                                | Einfach gehauenes Steinkreuz, Sandstein, wohl 15.–17. Jahrhundert | D-6-78-115-40 Wikidata | weitere Bilder |
| Burgstatt (Standort)                                            | Bildstock                                 | Rocaillegrahmter Reliefaufsatz mit Pietàdarstellung und Erzengel Michael, auf Rundsäule über Postament mit Inschriftenkartusche, Sandstein, bezeichnet „1778“                 | D-6-78-115-52 Wikidata | weitere Bilder |
| Dorfstraße 38 (Standort)                                        | Gasthof zum Schiff                        | Zweigeschossiger, verputzter Massivbau mit Sockelgeschoss, Satteldach und Treppengiebel, sowie profilierten Fensterrahmungen, 17. Jahrhundert                                 | D-6-78-115-41 Wikidata | weitere Bilder |
| Dorfstraße 47 (Standort)                                        | Heiligenfigur                             | Sandsteinfigur der Maria Immaculata auf ornamentiertem Postament mit Inschriftenkartusche, bezeichnet „1756“                                                                  | D-6-78-115-43 Wikidata | weitere Bilder |
| Dorfstraße 56 (Standort)                                        | Rundbogenpforte                           | Mit Sandsteingewände, bezeichnet „1737“ | D-6-78-115-44 Wikidata | weitere Bilder |
| Dorfstraße 70 (Standort)                                        | Kreuzschlepper                            | Figur des kreuztragenden Christus auf Knien, darunter in der Mauer Inschriftenkartusche, Sandstein, bezeichnet „1715“                                                         | D-6-78-115-45 Wikidata | weitere Bilder |
| Dorfstraße 72 (Standort)                                        | Ehemaliges Wohnwirtschaftsgebäude         | Zweigeschossiger Satteldachbau mit verputztem Fachwerkgiebel, um 1735 | D-6-78-115-46 Wikidata | weitere Bilder |
| Dorfstraße 72 (Standort)                                        | Pforte                                    | Rundbogenportal mit Muschelaufsatz, Sandstein, bezeichnet „1735“ | D-6-78-115-46 Wikidata | weitere Bilder |
| Dorfstraße; Kirchsteig; Petersgasse; Nähe Dorfstraße (Standort) | Bildstock                                 | Rechteckiger Tafelaufsatz mit Reliefdarstellung der Kreuzigung, auf Rundsäule über Sockel, Sandstein, bezeichnet „1625“                                                       | D-6-78-115-42 Wikidata | weitere Bilder |
| Dorfstraße; Kirchsteig; Petersgasse; Nähe Dorfstraße (Standort) | Pietà                                     | Kleines Vesperbild in Figurennische, Sandstein, wohl 18. Jahrhundert | D-6-78-115-42 Wikidata | weitere Bilder |
| Dorfstraße; Kirchsteig; Petersgasse (Standort)                  | Bildstock                                 | Rundbogiger Reliefaufsatz mit Pietàdarstellung unter Baldachin, auf Rundsäule über Sockel, Sandstein, 1732                                                                    | D-6-78-115-36 Wikidata | weitere Bilder |
| Kirchsteig 4 (Standort)                                         | Kriegerdenkmal für die Gefallenen 1914-18 | Zwei in eine Sandsteinquadermauer eingelassene Inschrifttafeln mit von Voluten begleitetem Rahmen, bekrönt von einem Ordenskreuz, Kalkstein, um 1920                          | D-6-78-115-70          | BW             |
| Kirchsteig 6 (Standort)                                         | Kreuzschlepper                            | Figur des kreuztragenden Christus auf Knien, darunter zwei Inschriftenkartuschen, Sandstein, zweite Hälfte 18. Jahrhundert                                                    | D-6-78-115-37 Wikidata | weitere Bilder |
| Kirchsteig 6 (Standort)                                         | Katholische Kuratiekirche St. Michael     | Saalbau mit eingezogenem Chor und nördlichem Turm mit Welscher Haube, von Maurermeister Georg Baumann, 1691–94; mit Ausstattung                                               | D-6-78-115-35 Wikidata | weitere Bilder |
| Kirchsteig 6 (Standort)                                         | Kirchhofmauer                             | Hausteinmauerwerk, wohl 18. Jahrhundert | D-6-78-115-35 Wikidata | weitere Bilder |
| Kreisstraße SW 22 (Standort)                                    | Kreuzschlepper                            | Figur des kreuztragenden Christus auf Knien, darunter Sockel mit Inschrift, auf Rundsäule über gemauertem Sockel, Sandstein, bezeichnet „1724“                                | D-6-78-115-50 Wikidata | weitere Bilder |
| Mainstraße 3 (Standort)                                         | Pietà                                     | In Figurennische auf Sockel mit Inschriftenkartusche, Sandstein, bezeichnet „1756“                                                                                            | D-6-78-115-16 Wikidata | weitere Bilder |
| Nähe Weinbergstraße (Standort)                                  | Bildstock                                 | Rundbogiger Reliefaufsatz mit Pietàdarstellung unter Baldachin, flankiert von Engeln, auf Rundsäule über Tischsockel mit Inschriftenfeld, Sandstein, 1824                     | D-6-78-115-48 Wikidata | weitere Bilder |
| Nähe Weinbergstraße (Standort)                                  | Prozessionsaltar                          | Tonnengewölbter Nischenaufsatz mit Ornamentierungen, Rückwand mit Relief der Kreuztragung, auf Tischsockel mit Inschrift, Sandstein, um 1900                                  | D-6-78-115-53 Wikidata | weitere Bilder |

## Abgegangene Baudenkmäler
In diesem Abschnitt sind Objekte aufgeführt, die früher einmal in der Denkmalliste eingetragen waren, jetzt aber nicht mehr existieren, z. B. weil sie abgebrochen wurden. Aktennummern in diesem Abschnitt sind ehemalige, jetzt nicht mehr gültige Aktennummern.

| Lage                             | Objekt                                         | Beschreibung    | Akten-Nr. | Bild |
| -------------------------------- | ---------------------------------------------- | --------------- | --------- | ---- |
| Garstadt Kirchsteig 1 (Standort) | Verputztes Fachwerkgiebelhaus, Fußgängerpforte | 17. Jahrhundert |           | BW   |